# Montevizija 2019
Montevizija 2019 – preselekcje mające na celu wybór czarnogórskiego reprezentanta na 64. Konkurs Piosenki Eurowizji w Tel Awiwie.

## Przed Konkursem

### Wybór Piosenek
Piosenki można było zgłaszać od 28 października 2018 do 28 listopada 2018. Musiały być one wykonane w języku ojczystym albo po angielsku. RTCG otrzymało 27 wpisów. Pięcioosobowe jury w którego skład wchodzili:
- Slaven Knezović - kompozytor
- Vladimir Maraš - piosenkarz
- Aleksandra Vojvodić Jovović - nauczycielka muzyki i śpiewu
- Slobodan Bučevac - kompozytor

- Mihailo Radonjić - producest i kompozytor

oceniało piosenki pod względem:
- kompozycji (do 50 punktów)
- tekstu (do 30 punktów)
- potencjału kompozycji (do 20 punktów).[2]

## Konkurs

### System Głosowania
W etapie finałowym głosowali telewidzowie oraz jury, które składało się z radia, ekspertów oraz międzynarodowego jury, którym byli:
- Ruslana (zwyciężczyni 49. Konkursu Piosenki Eurowizji, wówczas reprezentantka Ukrainy)
- Eldar Qasımov (zwycięzca 56. Konkursu Piosenki Eurowizji wraz z Nigar Camal)
- Lea Sirk (reprezentantka Słowenii na 63. Konkursie Piosenki Eurowizji w Lizbonie)
- András Kállay-Saunders (reprezentant Węgier w 59. Konkursie Piosenki Eurowizji w Kopenhadze)
- Ira Losco (dwukrotna reprezentantka Malty w 2002 oraz 2016)
- Jovan Radomir (szwedzki prezenter telewizyjny).[3]

W etapie super-finału głosowali w 100% widzowie.

### Uczestnicy
Finaliści zostali ujawnieni 18 grudnia 2018.
| Artysta                  | Piosenka          | Autorzy Piosenki                                                                      |
| ------------------------ | ----------------- | ------------------------------------------------------------------------------------- |
| Andrea Demirović         | „Ja Sam Ti San”   | Andrea Demirović, Michael James Down, Primož Poglajen, Adam Featherstone, Will Taylor |
| D-mol                    | „Heaven”          | Dejan Božović, Adis Eminić                                                            |
| Ivana Popović-Martinović | „Nevinost”        | Slavko Milovanović, Ivana Popović-Martinović                                          |
| Monika Knezović          | „Nepogrješivo”    | Vladimir Graić, Snežana Vukomanović                                                   |
| Nina Petković            | „Uzmi ili ostavi” | Bojan Momčilović, Nina Petković, Zoran Radonjić                                       |

### Przebieg Konkursu

#### Finał
| Finał - 9 lutego 2019 | Finał - 9 lutego 2019    | Finał - 9 lutego 2019 | Finał - 9 lutego 2019 | Finał - 9 lutego 2019 | Finał - 9 lutego 2019 | Finał - 9 lutego 2019 | Finał - 9 lutego 2019 | Finał - 9 lutego 2019 |
| L.p.                  | Artysta                  | Piosenka              | Jury                  | Jury                  | Jury                  | Telewidzowie          | Punkty                | Miejsce               |
| L.p.                  | Artysta                  | Piosenka              | Radio                 | Międzynarodowe        | Eksperci              | Telewidzowie          | Punkty                | Miejsce               |
| --------------------- | ------------------------ | --------------------- | --------------------- | --------------------- | --------------------- | --------------------- | --------------------- | --------------------- |
| 1                     | D-mol                    | „Heaven”              | 5                     | 5                     | 2                     | 5                     | 17                    | 1                     |
| 2                     | Andrea Demirović         | „Ja Sam Ti San”       | 3                     | 1                     | 3                     | —                     | 7                     | 3                     |
| 3                     | Monika Knezović          | „Nepogrješivo”        | —                     | 2                     | 1                     | 1                     | 4                     | 5                     |
| 4                     | Ivana Popović-Martinović | „Nevinost”            | 1                     | 3                     | 5                     | 3                     | 12                    | 2                     |
| 5                     | Nina Petković            | „Uzmi ili ostavi”     | 2                     | —                     | —                     | 2                     | 4                     | 4                     |

#### Super-finał
| Super-finał - 9 lutego 2019 | Super-finał - 9 lutego 2019 | Super-finał - 9 lutego 2019 | Super-finał - 9 lutego 2019 | Super-finał - 9 lutego 2019 |
| L.p.                        | Artysta                     | Piosenka                    | Telewidzowie                | Miejsce                     |
| --------------------------- | --------------------------- | --------------------------- | --------------------------- | --------------------------- |
| 1                           | D-mol                       | „Heaven”                    | 62%                         | 1                           |
| 2                           | Ivana Popović-Martinović    | „Nevinost”                  | 38%                         | 2                           |